# Zâmbreasca (gmina)
Zâmbreasca – gmina w Rumunii, w okręgu Teleorman. Obejmuje tylko jedną miejscowość Zâmbreasca. W 2011 roku liczyła 1540 mieszkańców. 